# 8 Pułk Przeciwlotniczy

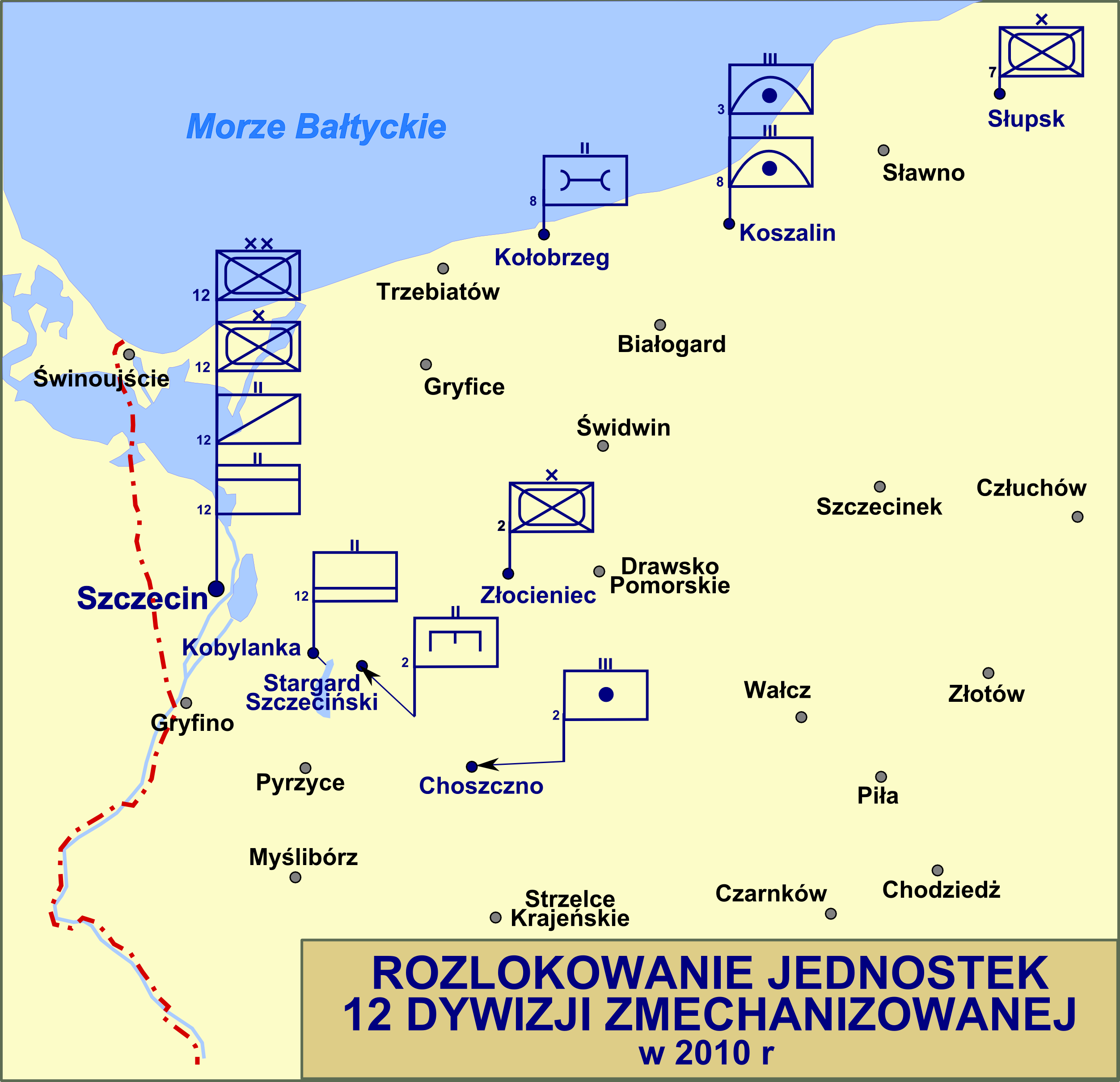
Rozlokowanie jednostek 12 DZ w 2010 r

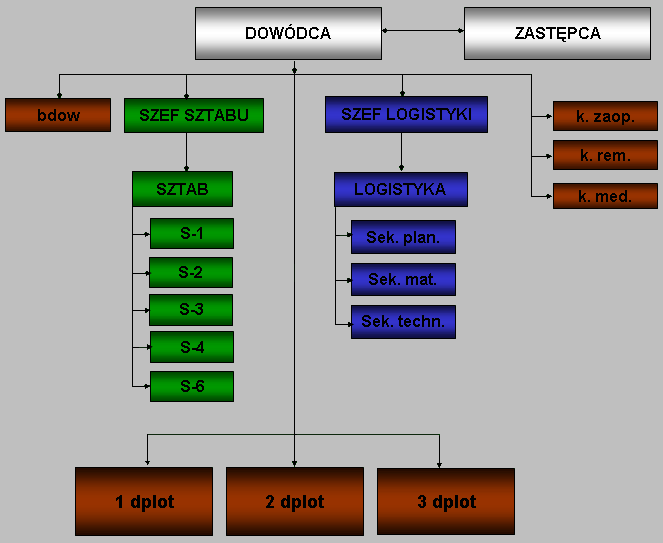
Struktura organizacyjna

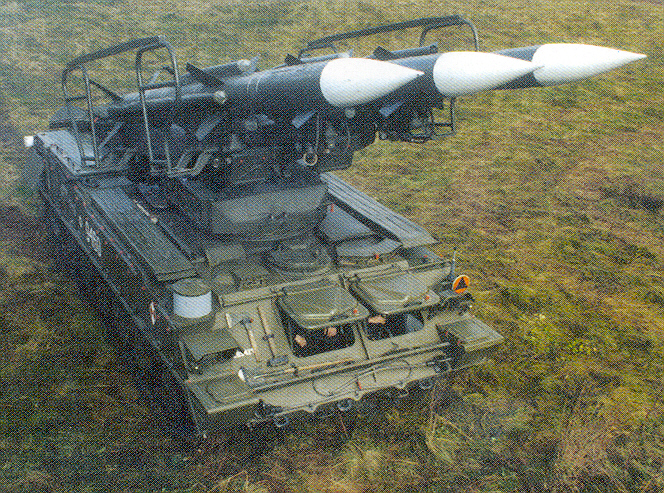
2K12 - Kub

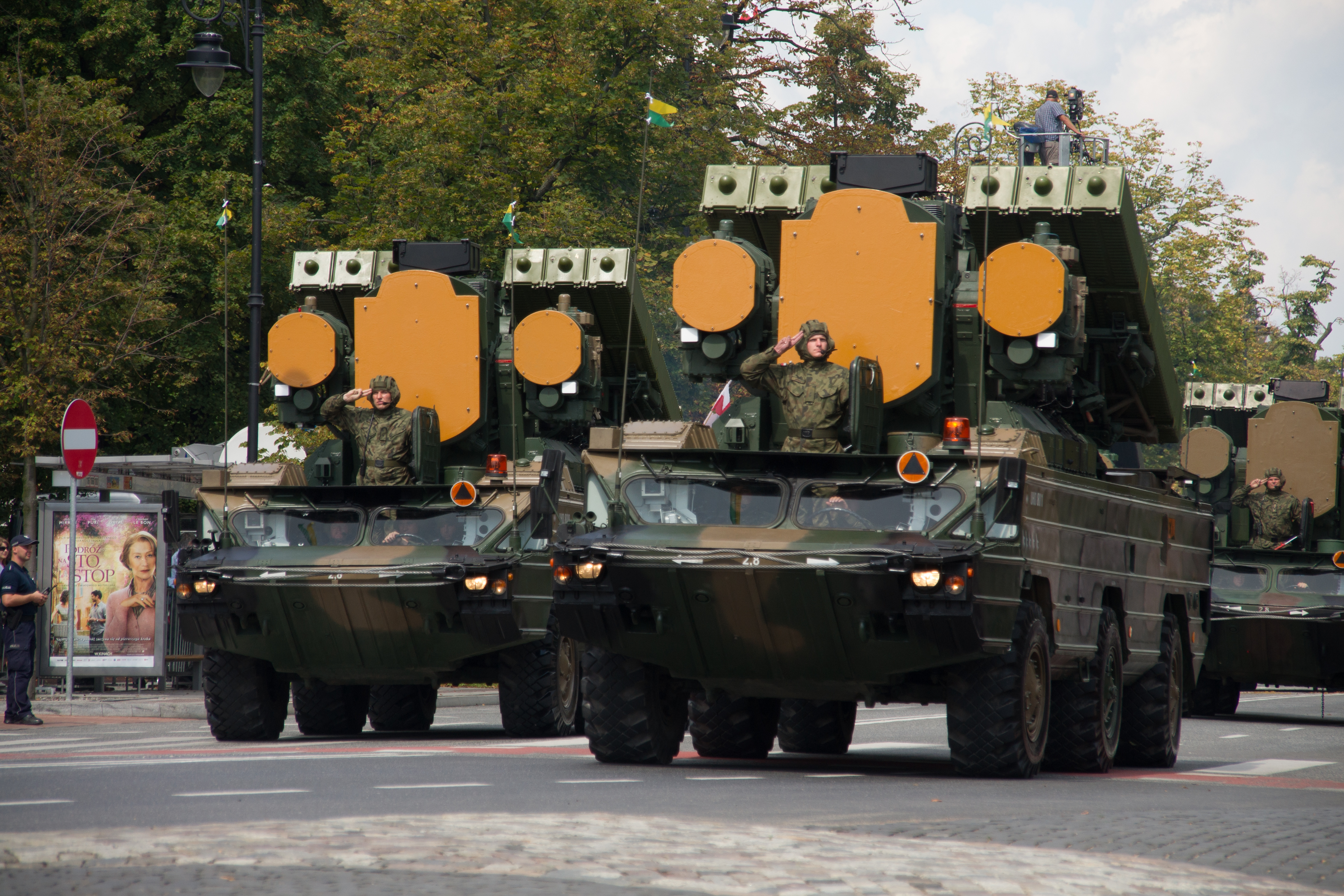
9K33M2 - Osa

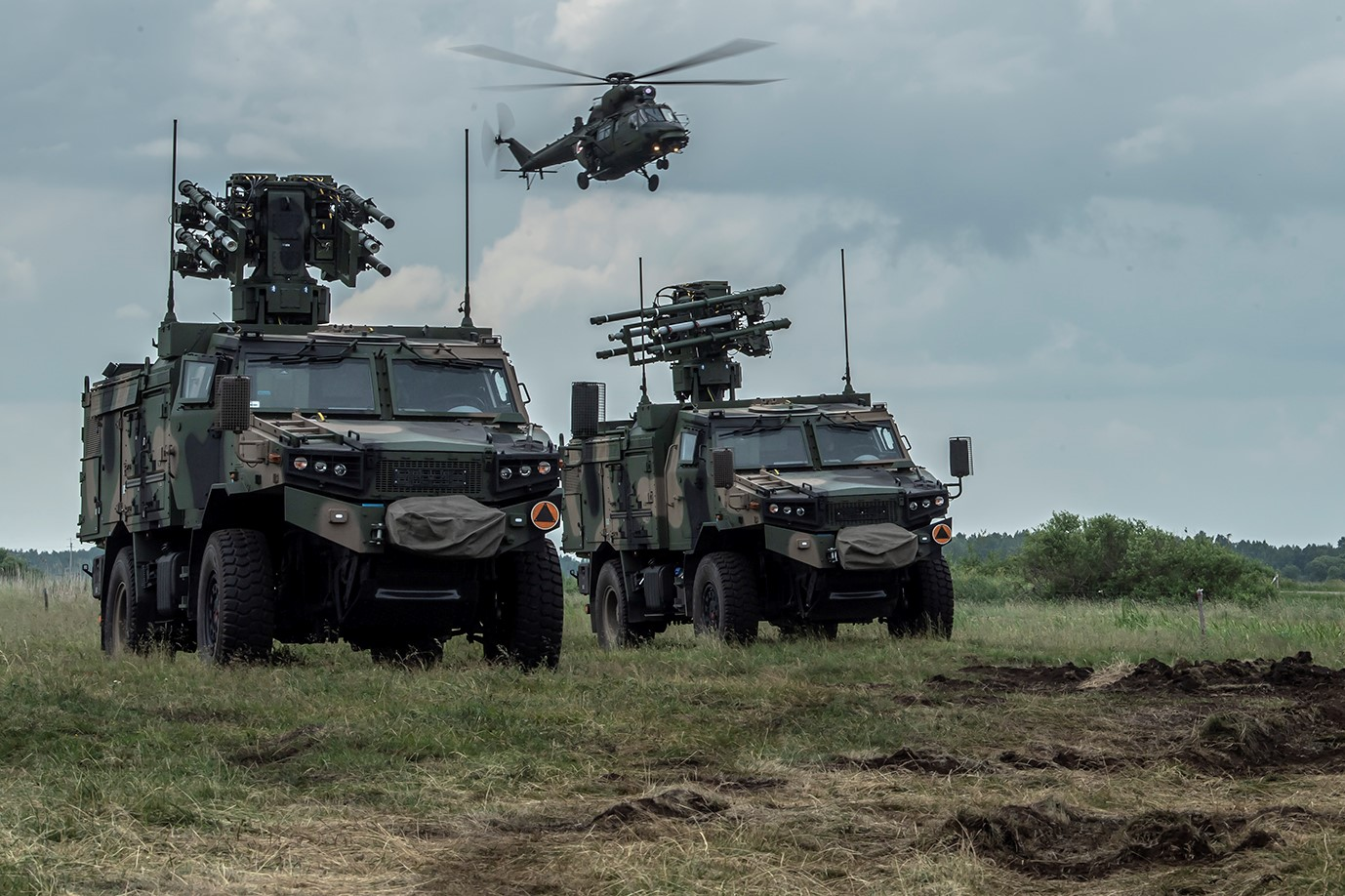
Poprad

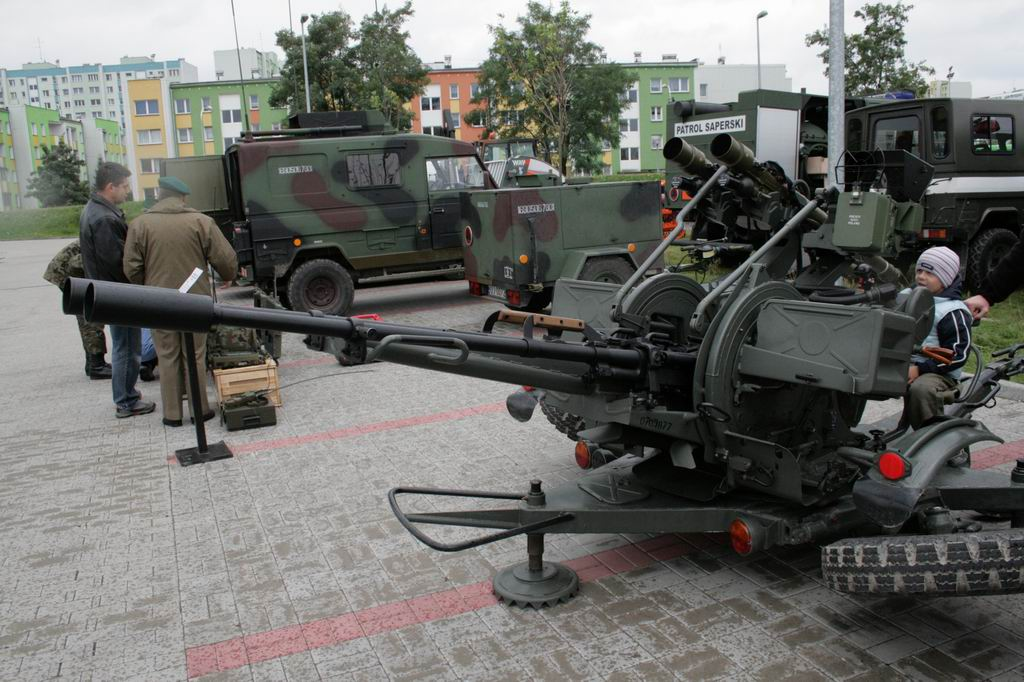
ZUR-23-2KG

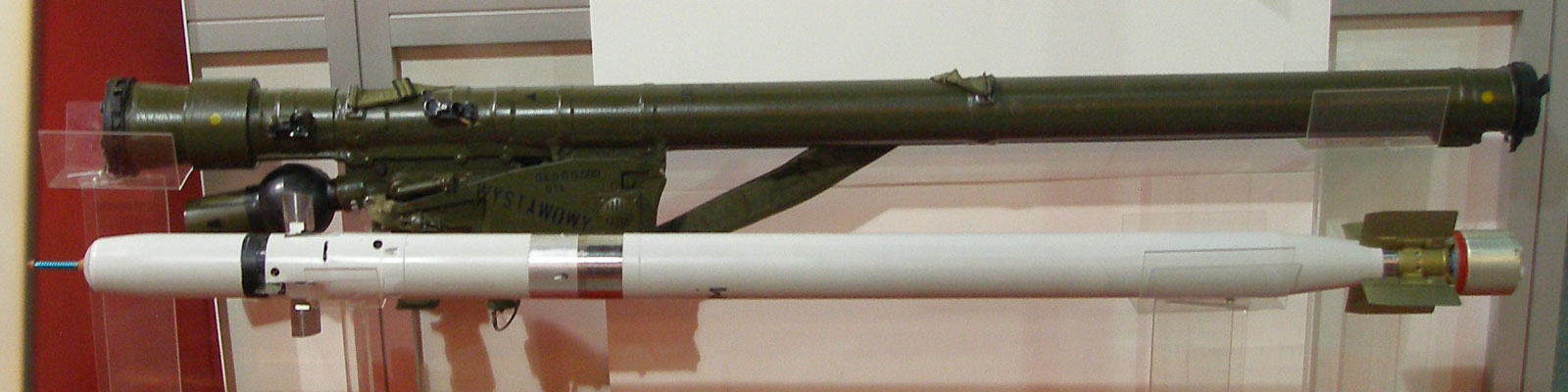
PPZR Grom

8 Koszaliński Pułk Przeciwlotniczy im. ppłk. Kazimierza Angermana (8 pplot) – oddział Wojsk Obrony Przeciwlotniczej Sił Zbrojnych RP stacjonujący w garnizonie Koszalin

## Formowanie i zmiany organizacyjne
Pułk powstał w 1994 w wyniku przeformowania 83 pułku artylerii przeciwlotniczej jako oddział 8 Dywizji Obrony Wybrzeża. Po rozformowaniu tej dywizji w 2001 pułk usamodzielniono. W listopadzie 2007 pułk został podporządkowany dowódcy 12 Szczecińskiej Dywizji Zmechanizowanej im. Bolesława Krzywoustego. Od 01 stycznia 2010 r. w bezpośrednim podporządkowaniu Dowódcy Wojsk Lądowych. W wyniku reformy struktur dowodzenia od 17 października 2013 roku pułk ponownie podlega dowódcy 12 Szczecińskiej Dywizji Zmechanizowanej im. Bolesława Krzywoustego.

## Tradycje
15 sierpnia 1995 jednostka otrzymała nazwę wyróżniającą „Koszaliński” oraz przyjęła dziedzictwo tradycji:
- 8 pułku artylerii przeciwlotniczej ciężkiej 2 Korpusu Polskiego 1942–1947
- 83 pułku artylerii przeciwlotniczej 4 Dywizji Artylerii Przeciwlotniczej 1944–1945
- 88 dywizjonu artylerii przeciwlotniczej 1957−1967
- 83 dywizjonu artylerii przeciwlotniczej 1967
- 83 pułku artylerii przeciwlotniczej 1967−1994

Jednocześnie dzień 10 października ustanowiony został świętem pułku.
24 września 1997 dokonano zmiany święta pułku. Od tego roku obchodzone było 10 listopada, w rocznicę utworzenia 8 pułku artylerii przeciwlotniczej ciężkiej.
15 maja 2003 po raz trzeci zmieniona została data dorocznego święta jednostki. Dla upamiętnienia daty zdobycia Monte Cassino przez żołnierzy 2 Korpusu Polskiego, w składzie którego walczyli przeciwlotnicy z 8 Pułku Artylerii Przeciwlotniczej Ciężkiej (...) ustala się, co następuje: 8 Koszaliński Pułk Przeciwlotniczy obchodzi doroczne Święto w dniu 18 maja.
7 sierpnia 2024 Stanisław Wziątek, w zastępstwie ministra obrony narodowej, podpisał decyzję nr 95/MON w sprawie nadania pułkowi imienia patrona – ppłk. Kazimierza Angermana.

Insygnia
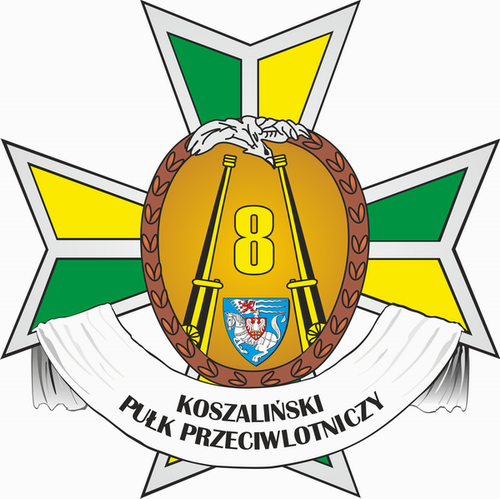
Odznaka pamiątkowa
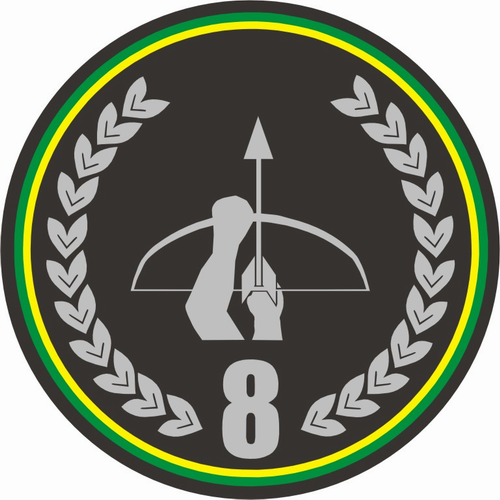
Oznaka rozpoznawcza
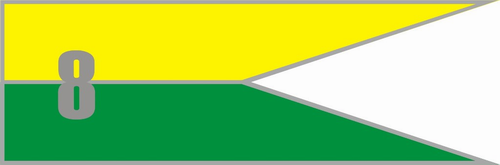
Proporczyk na beret

## Struktura organizacyjna (2025)
- dowództwo i sztab
- bateria dowodzenia
- 1 dywizjon przeciwlotniczy[8] (2K12 − Kub)[9]
- 2 dywizjon przeciwlotniczy (9M33BM2 − Osa)
- 3 dywizjon przeciwlotniczy (9M33BM2 − Osa)
- 4 dywizjon przeciwlotniczy
- batalion logistyczny
- Grupa Zabezpieczenia Medycznego

## Uzbrojenie
- przeciwlotnicze rakietowe wozy bojowe – 9M33BM2 - Osa,
- samobieżny rakietowy zestaw przeciwlotniczy bardzo krótkiego zasięgu Poprad (9 zestawów)[10][11],
- samobieżne wyrzutnie rakiet przeciwlotniczych 2K12 - Kub,
- przenośne wyrzutnie rakiet przeciwlotniczych 9K32M Strzała-2, PPZR Grom,
- armaty przeciwlotnicze ZU-23-2.
- stacja radiolokacyjna wykrywania celów typu NUR-22[12]
- zdolna do przerzutu stacja radiolokacyjna ZDPSR Soła[13]

## Dowódcy pułku
Dowódcy 88 paplot,88 daplot, 83 paplot, 8 pplot
- płk Jan Zylber (1944-26.07.1946)
- kpt. Bronisław Juźków (27.04 – 27.10.1947)
- mjr Bolesław Tatarski (28.10.1947 – 08.10.1950)
- mjr Jan Ziółkowski (09.10.1950 – 14.05.1957)
- ppłk Zygmunt Miklaszewski (15.05.1957 – 02.12.1959)
- mjr Jan Banaszyk (03.12.1959 – 05.02.1963)
- ppłk Henryk Urbański (06.02.1963 – 15.12.1970)
- ppłk dypl. Aleksander Sempławski (16.12.1970 – 27.12.1975)
- ppłk dypl. Ryszard Niwiński (28.12.1975 – 07.12.1979)
- mjr dypl. Andrzej Ostrokólski (08.12.1979 – 19.12.1983)
- ppłk mgr inż. Witold Wąsikowski (20.12.1983 – 19.05.1985)
- ppłk mgr inż. Stefan Łuczak (20.05.1985 – 26.01.1988)
- ppłk dypl. Janusz Lazar (27.02.1988 – 18.03.1990)
- ppłk dypl. Krzysztof Dobija (19.03.1990 – 11.12.1991)
- ppłk dypl. Józef Kisielnicki (12.12.1991 – 22.01.1998)
- płk dypl. Leszek Cendrowski (23.01.1998 – 2007)
- płk dypl. Zbigniew Zalewski (2007 – 14.10.2014)
- płk dypl. Andrzej Mentel (01.01.2015 – 04.08.2017)
- płk Mariusz Janikowski (06.06.2017 – 31.03.2020)[15]
- płk Tomasz Sawczuk (2020 – 2022)
- płk Sławomir Malik (2022 )

## Przekształcenia
4 Dywizja Artylerii Przeciwlotniczej → 88 Pułk Artylerii Przeciwlotniczej → 88 Pułk Artylerii Przeciwlotniczej OPL → 88 Pułk Artylerii Przeciwlotniczej → 88 dywizjon artylerii przeciwlotniczej → 83 Pułk Artylerii Przeciwlotniczej → 8 Pułk Przeciwlotniczy